# Simon Shelton
Simon Shelton (ur. 13 stycznia 1966 w Londynie, zm. 17 stycznia 2018 w Liverpoolu) – angielski aktor filmowy i telewizyjny. Znany przede wszystkim z roli Tinky Winky’ego w brytyjskim serialu dla dzieci pt. Teletubisie. 